# 피조개
피조개는 돌조개과에 속하며 학명은 Scapharca broughtonii이다. 새꼬막, 털꼬막이라고도 한다. 체액에 적혈구가 있어 붉게 보이기 때문에 피조개라고 한다. 껍데기의 길이는 약 12cm이며 갈색의 큐티클층으로 된 털이 껍데기를 덮고 있다. 조간대에서 수심 약 50m까지의 개펄에 서식한다. 음식으로 많이 먹으며 한국의 남해안과 황해안에 서식하는데 특히 진해·통영·벌교 등지에는 다량으로 서식하며 천연어장이 형성되어 있다. 세계적으로는 중국·타이완·일본에도 분포한다.